# Shi Cong
Shi Cong (en chino: 侍聪; 2001) es un deportista chino que compite en gimnasia artística. Ganó dos medallas en el Campeonato Mundial de Gimnasia Artística, en los años 2021 y 2023, ambas en la prueba de barras paralelas.

## Palmarés internacional
| Campeonato Mundial | Campeonato Mundial | Campeonato Mundial | Campeonato Mundial |
| Año                | Lugar              | Medalla            | Prueba             |
| ------------------ | ------------------ | ------------------ | ------------------ |
| 2021               | Kitakyushu (Japón) | Medalla de bronce  | Paralelas          |
| 2023               | Amberes (Bélgica)  | Medalla de plata   | Paralelas          |